# 平庄东城街道
平庄东城街道，是中华人民共和国内蒙古自治区赤峰市元宝山区下辖的一个乡镇级行政单位。

## 行政区划
平庄东城街道下辖以下地区：
古山社区、敖包山社区、希望社区、新华社区、银河社区、英河社区、宝山路社区、红山路社区、辽河社区和平庄村。